# Lophophora
A Lophophora a kaktuszfélék (Cactaceae) családjába és a kaktuszformák (Cactoideae) alcsaládjába tartozó, viszonylag ismert nemzetség – ezt az ismertséget a hallucinogén anyagokat termelő peyotlnak köszönheti. Hazánkban e növényfaj kultúrában nevelt példányainak alkaloida tartalma elenyésző, mert ennek jelentősebb mértékű felhalmozódása csak az élőhelyi körülmények között lehetséges.

## Elterjedése és élőhelye
Elterjedési területe nem túl nagy: az egyes fajok Mexikóban, illetve Texasban élnek; a peyotl (Lophophora williamsii) Új-Mexikót is eléri.

## Megjelenése
Szürkészöld, puha testű, vastag répagyökerű gömbkaktusz. Különös jellemzője, hogy nincsenek tövisei: az areolákból csak lágy, tincsszerű szőrei nőnek.
A csúcsrészen fejlődő virágai kicsik.

## Életmódja
Mint a répagyökerű kaktuszok többsége, ez is agyagos talajon érzi jól magát.